# Норвешка на Дечјој песми Евровизије
Норвешка је три пута учествовала на Дечјој песми евровизије. Иако је после двогодишњег лошег пласмана, 2005. освојила треће место, Норвешка је одлучила да више не учествује на овој музичкој манифестацији.

## Представници Норвешке
| Година    | Извођач(и)       | Песма                   | Пласман          | Поени            |
| --------- | ---------------- | ----------------------- | ---------------- | ---------------- |
| 2003      | 2U               | Sinnsykt Gal Forelsket  | 13               | 18               |
| 2004      | @lek             | En Stjerne Skal Jeg Bli | 13               | 12               |
| 2005      | Малин Реитан     | Sommer Og Skolefri      | 3                | 123              |
| 2006–2025 | Није учествовала | Није учествовала        | Није учествовала | Није учествовала |

## Организовање Дечје песме Евровизије
| Година | Град      | Место одржавања | Водитељ(и)                            |
| ------ | --------- | --------------- | ------------------------------------- |
| 2004   | Лилехамер | Хаконс хала     | Нађа Хаснуи и Стијан Барснес Симонсен |